# 一攫千金!日本ルー列島
『一攫千金!日本ルー列島』（いっかくせんきんにっぽんルーれっとう）は、2008年4月11日から2009年2月6日までフジテレビで毎週金曜日の21:55 - 22:52（JST）に放送されたゲーム番組を兼ねたクイズ番組である。2008年1月3日にスペシャル番組として放送されたのが最初の放送。

## 概要
「答えは全て都道府県」がコンセプトの県民性をテーマにしたクイズ番組。パイロット版として、2008年1月3日に単発特番が放送された。
放送開始から約半年間は、VTRを見てそれがどこの都道府県であるか当てるというものだったが、その後、アンケートクイズで日本国民の世論を予想する内容に変わった。
金曜22時台の1時間番組は1981年から1984年に放送された金曜劇場以来33年6カ月ぶり。

## 出演者

### 司会・進行
メイン司会（総支配人）
- 島田紳助

サブ司会（副支配人）
- 名倉潤（ネプチューン）

進行（アシスタント）
- 中野美奈子（当時フジテレビアナウンサー）
- 松尾翠（当時フジテレビアナウンサー）

### パイロット版
司会
- 福井謙二（フジテレビアナウンサー）…問題の正解を知っており、VTRの補足等を担当。
- 高島彩、中野美奈子（フジテレビアナウンサー）

### 前期のルール
芸能人2人1組（例外的に3人1組のチームがいる場合があり、特番では1チーム4～5人、3時間SPでは最多の8人なる）の、4組（緑・黄・橙・桃）による対抗戦で、各組3000点分のチップを持った状態でスタート。ある都道府県が何かで日本一であることや珍しい風習、局地的にはやっているトレンドなどを紹介。それがどの都道府県のものなのかを予想する。日本地図をルーレットのベット盤に見立て、その上に手持ちのチップを100点単位で賭けるという形で、予想を行う。なお、賭けられるのは1カ所のみ。チップの種類は100点、1000点、2000点、1万点、10万点、100万点、紳助さん人形の7種類。
賭け方や配当は以下の通り。
| 賭け方             | 備考 | 配当                                      |
| ------------------ | --- | ----------------------------------------- |
| 東日本・西日本賭け | 日本列島を東西に区切り、どちらに属しているのかを予想 東日本→北海道・東北地方・関東地方・中部地方 西日本→近畿地方・中国地方・四国地方・九州地方・沖縄。 | 2倍                                       |
| 地方賭け           | 大きく6つに区切られた地方のどこに属しているのかを予想 北海道・東北地方、関東地方、中部地方、近畿地方、中国・四国地方、 九州・沖縄地方の全6地方         | 6倍                                       |
| 4県、3県、2県賭け  | 都道府県の境にチップを賭けることで、その境をまたがった2県以上4県以下 に賭けることも可能                                                                | 4県賭け・12倍 3県賭け・18倍 2県賭け・25倍 |
| 1県賭け            | 正解だと思う都道府県に賭ける。 | 50倍                                      |

- 地方の区分は文部科学省の学校教育における分類に従っているため、三重県は近畿、新潟県や山梨県は中部などとなっている。正解が三重県だった場合に関しての問い合わせ意見があり、2008年9月13日にフジテレビ（関東ローカル）の「週刊フジテレビ批評」で、一部では中部地方として扱われる場合があるが番組では三重県は近畿地方と扱われていると紹介された。また、これに合わせ三重県は西日本、福井県は東日本となっているため、東日本・西日本を答える問題で、県がわかっているのに答えを間違えた例もあった。

- チップの配当は日本の公営競技に一般的なパリミュチュエル方式となっている。

出題VTRには必ず、名産品が映っているなど、ヒントが隠されている。しかしほとんどのヒントは分かりにくく、そのたびに解答者や島田紳助が突っ込む光景もしばしばある。ただし、6月20日放送分ではウソのヒントも隠されていた。また、ゲストがVTRで出題する場合、ロケ映像中のヒントだけでなく、正解の都道府県に抱くイメージをゲストが語る特別ヒントも出される。
正解発表では、中野と松尾が腕を回して、「回れ!ルー列島!」と声をかける。的中すれば、賭けた場所に応じた倍率だけチップが増えて返ってくる。外れた場合は、賭けたチップはそのまま没収される。
最終問題に限り、現段階での得点が低いチームから賭ける。高得点チームが正解の可能性の高い所に賭けた場合、低得点チームが強制的に移動しなければならなかったり、1チーム優勝の可能性が消えることもある。その後、相手チームの賭けた場所を見て、逆転可能な場所に変更してもよい。
ボーナスチャレンジを除き4問出題する。最終的にチップを最も多く所持していた組が、ファイナルチャレンジの挑戦権を獲得できる。

### 番組リニューアル後のルール
2008年11月7日放送分以降のレギュラー放送は、4対4の2チーム対抗戦になり、また都道府県を予想する問題がなくなり、すべてアンケート結果を予想する問題になった（12月5日のスペシャルでのみ、都道府県を当てる問題が復活した）。
最初に、ルーレットでこの問題のテーマ（アンケート対象者や、質問内容など）を発表。テーマに沿って150人に聴いたアンケートが出題され、そのアンケートの上位10項目の回答を予想する。
1人1回ずつ口頭で答えて、答えた項目がベスト10に入っていれば、その項目の回答人数×1千点を獲得。4人が3回ずつ計12回答えた後、まだ正解されていない順位があった場合は、最後に島田紳助も答える。紳助が答えた項目がベスト10に入っていた場合、その問題で獲得した点数が半減される。
- 12回の解答で、ベスト10を全て当てたら賞金100万円獲得。

これらを含めたアンケートに関する問題を行い、合計点が多かったチームがファイナルチャレンジの挑戦権を獲得。
正解発表時には、中野と松尾が「回れ!ルー列島!」とコールする。

## コーナー一覧
前述の通常問題の他に、コーナー名のある問題がいくつかある。

### 通常問題
女子高生 トレンド白書
ある都道府県に住む女子高生から、地元のトレンドをリサーチ。紹介されたトレンドから、その都道府県を予想する。
超有名人が行く!全国自分で知名度調査!!
芸能人がある都道府県に自ら出向き、自分の名前をフルネームで知っているかどうかを100人に調査。どこの都道府県で調査したのかを予想する。
- 知名度調査正解ランク
  - 0人正解(全員不正解)　引退
  - 1人～14人正解　街の芸能人　
  - 15人～30人正解　一発屋
  - 31人～60人正解　売れっ子芸能人
  - 61人～80人正解　大物芸能人
  - 81人～99人正解　国民的スター
  - 100人正解(全員正解)　大スター
- これまでの約束
  - 板東英二
    - 100人中20人以下・島田紳助の勝利の場合は1年間「ルー英二」に改名
    - 100人中49人以上・板東英二の勝利の場合は総支配人の島田紳助に100回の食事をおごる

  - たむらけんじ
    - 100人中19人以下で波田陽区に負けた場合は断髪式
    - 100人中11人以下でつぶやきシローに負けた場合は芸能界引退
- これまでの成績
  - ダチョウ倶楽部　63人
  - 板東英二　49人
  - にしおかすみこ　48人
  - ザ・たっち　42人
  - 松村邦洋　39人
  - 山崎邦正　38人
  - ムーディ勝山　37人
  - 笑福亭笑瓶　32人
  - ボビー・オロゴン　27人
  - テツアンドトモ　26人
  - 博多華丸・大吉　22人
  - はなわ　22人
  - ダンディ坂野　21人
  - 村上ショージ　20人
  - 原口あきまさ　20人
  - 波田陽区　19人
  - たむらけんじ　17人
  - つぶやきシロー　11人

日本全国 イケメンFILE
地元に住むイケメン男性を紹介。彼らが住んでいる都道府県はどこかを予想する。
「3つの日本一」問題
施設の利用者数や農作物の収穫量など、その都道府県が有する日本一が3つ紹介されるので、それらを有する都道府県はどこかを予想する。
このお得物件 ナニ県?
不動産業者から、何らかの理由で非常に割安な家を紹介してもらう。それらの物件がある都道府県を予想する。
全国美味しいものタダ紀行 コレ何ですか?
芸能人がある都道府県に出向き、いろいろな食べ物をおごってもらう。ただし芸能人は、食べ物をもらうために「これ何ですか?」「食べられるんですか?」しか言えない。芸能人が訪ねた都道府県を予想する。「クイズ!ヘキサゴンII」や「行列のできる法律相談所」で放送された企画を流用したものである。

### ファーストチャレンジ
ゲームその1「都道府県当てクイズ」
特番で1問目の前に実施。6月13日放送分より通常放送でも行われる場合がある。その県の名所や名物の写真が画面に映し出され、5秒以内にその写真の都道府県を答える（正解するまで何回答えても良い）。チームのメンバーが1問ずつ順番に解答。5問×チームの人数分の問題が連続で出題され（7月18日（10月31日）放送分は、制限時間1分（1分40秒）の間、矢継ぎ早に出題された）、1問正解につき1000点が、最初の持ち点に上乗せされる。
ゲームその2「2008年話題クイズ」
2008年話題になった芸人や歌手などのクイズを20位から1位までする。発表制限時間は1問5秒で、1問正解につき1000点が与えられる。

### ボーナスチャレンジ（セカンドチャレンジ）
2問目と3問目の間で実施。都道府県に関するクイズやゲームを行い、持ち点を稼ぐ。
- レギュラーでの名称は「ボーナスチャレンジ」だが、特番ではファーストチャレンジ（前述）がある都合、「セカンドチャレンジ」という名称に変わる。
- 9月26日放送分では、サードチャレンジも行っていた。
- 10月24日放送分では、1問目の前にファーストチャレンジ（東西ジャンプ）とセカンドチャレンジ（早押しバトル）を行った。
- 10月31日・12月5日放送分では、サードチャレンジ・フォースチャレンジ・フィフスチャレンジも行っていた。

ゲームその1「並べ替えクイズ」（5月30日放送分）
1チームずつ挑戦。4つのジャンルから1つを選び、そのジャンルに関した問題が出題される。1人ずつ順番に、6枚の写真パネルをボードに置いて、どの写真がどの地方のものか合わせる。並べ替えが終わったら「出来た!」と叫んで、解答を完了させる。1つでも間違えていれば、解答者を交代（最後に答える4番手のみ、交代せずに続けて解答する）。制限時間100秒以内に6枚全て正解すれば、残り秒数×1万点のボーナスを獲得。なお、待機しているチームの仲間が教えるのは禁止。教えたら、50万点没収のペナルティ。
ゲームその2「VS紳助　ドボンはイヤよ！」（6月20日放送分）
各チームの代表者1名に総支配人の島田紳助を加えた5人による対戦形式。最初に、ドボンとなる条件が発表される。その後、リズムに合わせて1人1県ずつ、ドボンの条件にあてはまらない都道府県を答えていく。ドボンにあてはまったり、リズムに合わなかった場合は脱落。1県正解につき5000点獲得。ただし、紳助が脱落した後は、1県正解につき2倍の1万点となる。さらに、最後まで残った1人には、ボーナスポイント3万点が加算される。このゲームは代表者を交代して、全2回戦行われる。
- なお、2回戦とも紳助はドボンとなっている。

ゲームその3「VS紳助　超常識 東西ジャンプ」（6月27日、7月11日放送分など）
各チームの代表者1名に総支配人の島田紳助を加えた5人が挑戦。正解が東日本または西日本の二択問題を5問出題（東日本と西日本で施設などの数を比較する問題や、都道府県や有名スポットが東日本・西日本のどちらにあるか答える問題など）。5人は縦に並び、合図と同時に、正解が東日本と思えば画面の向かって右側へ、西日本と思えば左側へ飛び移る。1問正解につき1000点または1万点獲得。ただし紳助が間違えた問題で正解した場合は、2倍の2000点または2万点獲得となる。代表者を交代して、全2回戦（7月18日放送分は3回戦）行われる。
- 6月27日の放送分では紳助は10問中10問（全問）正解している。

ゲームその5「VS紳助 早押しバトル!」（8月8日放送分など）
各チームの代表者1名に総支配人の島田紳助を加えた5人による早押しクイズ。最初に、現時点で最下位チームの代表者が、前述の6地方の中から1つを選択。選んだ地方に属する都道府県の名所やトピックス等から、問題が出題される。2問正解で勝ち抜け。勝ち抜けた順にボーナス点が加算されるが、紳助より先に抜けた場合は、加算されるボーナス点が2倍に倍増される。不正解やお手つきをした場合、その問題の解答権を失う。最後の1人が残るまで続けられる。代表者を交代して、全2回戦（3人1組のときは全3回戦）行われる。
- 1抜け→10万点、2抜け→5万点、3抜け→3万点、4抜け（紳助を最後まで残した）→1万点×2＝2万点
- 1抜け→5万点、2抜け→3万点、3抜け→1万点×2＝2万点

ゲームその6「VS紳助 早押しバトル!」（7月18日放送分など、特番時のルール）
1チームずつ挑戦。総支配人の島田紳助VS解答者チームの早押しクイズ。まず、前述の6地方の中から1つを選択。選んだ地方に属する都道府県の名所やトピックス等から、問題が出題される。解答者チームが正解した場合、正解した人はクイズから抜ける。不正解やお手つきをした場合、その問題の解答権を失う。解答者チームが全員抜ければ、解答者チームの勝利。その前に紳助が、解答者チームの人数と同数の問題を先取できれば、紳助の勝利。解答者チームが勝利すれば、ボーナス10万点（9月26日放送分では得点が2倍に倍増される）獲得（9月26日放送分では、紳助に敗れた場合でも、正解して抜けた人数×1万点が加算された）。
- 9月26日放送分の得点
  - 1人正解　1万点
  - 2人正解　2万点
  - 3人正解　3万点
  - 4人正解　4万点
  - 5人正解　2倍の10万点

ゲームその7「VS紳助 値段当てバトル HIGH＆LOW」（9月26日放送分）
各チームの代表者2名に総支配人の島田紳助を加えた5組が挑戦。日本各地にある名品・珍品がスタジオに登場。その品物の値段が、発表された基準の金額よりもHIGH（高い）かLOW（低い）かを予想する。1問正解につき1万点獲得。ただし紳助が間違えた問題で正解した場合は、2倍の2万点獲得となる。代表者を交代して、3問×2回戦行われる。
ゲームその12（7月4日放送分）
予告編では、解答者が紳助に耳打ちする場面や後方の画面が分割されたパネルが映っていたが、本編でカットされたためゲーム内容は不明。放送では2問目と3問目の間で各チームの得点が変わっている。
ゲームその13「名産品ミックスジュース!」
本編でカットされたクイズが、2009年2月27日に関東ローカルの総集編で放送された。
ある都道府県の特産の食べ物が8品あり、ルーレットで4品を選んで牛乳とともにジューサーにかける。それを飲んで、入っている食べ物を4回答える。当てた数によって1つにつき1万点が入る。ただし、入っていない4つの中に「NGワード」があり、それを言うとそれまでの得点が半分になる。また、飲んでまずそうな顔をすると減点。

### ルー列島 in THE WORLD
9月26日の特番から最終問題として登場。都道府県ではなく世界の国を当てる。最新の流行と、その国で知られている日本人のランキングを取材する。倍率は、1国賭け50倍、2国賭け25倍、3国賭け18倍、4国賭け12倍に、地方賭け6倍もある。

### リニューアル後に行われた主なコーナー
「ニッポン列島 県民性予想バトル」（10月31日、12月5日放送分以降）
1チームずつ挑戦。自分の住んでいる都道府県の県民性や名物などを100人にアンケート。その上位10項目を当てる。解答権は1人1回または2回で、答えた項目がベスト10に入っていれば、その項目の回答人数×1000点または1万点を獲得。8人が答え終えた後、まだ正解されていない順位があった場合は、最後に総支配人の島田紳助も答える。紳助が答えた項目がベスト10に入っていた場合、それまでに獲得した点数が半減される。10個中10個答えれば賞金100万円、NGランキングは3位でその3位を的中すれば得点獲得なるが、連帯責任として全員が紳助特製ジュースの罰ゲーム。2月6日放送分では、2チーム対戦のトーナメント形式になっており（優勝チームには金一封、最下位チームにはジュースの罰ゲーム）、交互に3回ずつ答えて回答人数の合計が多かった方の勝利。
「VS紳助　A・Bジャンピングクイズ（アンケートジャンプ）」（12月5日放送分以降）
基本的なルールは「東西ジャンプ」と同じだが、問題がA・B二者択一のアンケートでどちらが多数派だったかを予想する問題になっている。1問正解すれば1000点、紳助不正解で正解の場合は2倍の2000点に倍増。
「VS紳助 早押しバトル!」（12月5日、1月16日、2月6日放送分）
出演者32人全員と総支配人の島田紳助、アシスタントの中野美奈子・松尾翠が参加するクイズ1人正解したら1万点（紳助チームに勝てば2万点に倍増）8人全員が抜ければ勝ち抜け、紳助チームは8問（紳助は4問・中野と松尾は2問）正解すれば勝ち抜け、先程の点数に加え、勝ち抜け順位に応じたボーナス点も加算される。最高得点は76万点
- 1抜け→30万点＋獲得点、2抜け→20万点＋獲得点、3抜け→10万点＋獲得点、4抜け→5万点×2＝10万点＋獲得点
- 最下位チームは連帯責任としてチーム全員が紳助特製ミックスジュース
- 司会者チームが最下位になった場合は連帯責任として、副支配人の名倉潤も飲んでもらう。

「1位を当てろ!!国民の声 アンケートクイズ!」（1月23日、1月30日放送分）
アンケート結果の上位10項目が示されており、両チームが1位と思う項目をそれぞれ選ぶ。ランキングの高かった方に1万点。
ゲームその11「競馬予想バトル（アンケートダービー）」（1月16日、2月6日放送分）
出演者の中から4人を選抜し、街頭でこの4人のうち誰が最も当てはまるかアンケート。各チームは、誰が15票先取するかを予想し、予想的中なら1万点獲得。「島田紳助がオールスターの皆様に芸能界の厳しさ教えますスペシャル!」の「抱かれたいのはどっち」と同じ手法。

### ファイナルチャレンジ

#### 第1期
パイロット版及びレギュラー回の5月16日放送分までと6月6日放送分は以下のルールで行われた。
東日本・西日本のどちらかが正解となる二択問題を出題（大抵は「○○が多いのはどっち?」という形式）が3問出題された。考える時間は3問合わせて60秒。3問すべて正解なら、賞金100万円獲得。なお、パイロット版は1問のみの出題だった。6月6日放送で廃止された。

#### 第2期
5月30日放送分のスペシャルと、6月13日放送分以降は、以下のルールで行われた。
優勝チームが2個の（本物の）ルーレットにそれぞれ球を投げ入れて、その結果に応じた国内旅行を獲得する。1つ目は旅行先及び人数決定のルーレット。行き先（北海道、京都、宮古島、石垣島、沖縄本島、スペシャル版では、世界一周8人）と人数（4人、8人、12人、20人）が組み合わせて書かれたプレートがあり、最大で沖縄本島旅行20人分が賞品となる（沖縄本島のみ20人のマスがある）。2つ目は、当選者決定のルーレット。優勝チーム・会場（観覧客）・視聴者・相手チーム・司会者（紳助、名倉、中野&松尾）の穴があり、球の入った対象者に1個目で決まった旅行が当たる。マスは優勝者とハズレのマスがやや多く（後期はチーム数の減少に伴い、ハズレのマスが増加した模様）、司会者など、その他のマス数は少ない。「ハズレ」に入った場合は全員が旅行を獲得できない。
会場に当たった場合、観覧客が紳助と一斉に、生き残り方式のジャンケンを行う。そこで最後まで残った観覧客が、ペアで旅行を獲得できる（例えば8人分が賞品だった場合は、4人の客がペア（2人）分を獲得）。

#### 記録
優勝チームで旅行獲得
- 宮崎美子・麻木久仁子（沖縄本島20人分・6月13日放送分）
- FUJIWARA・ペナルティ（沖縄本島12人分・7月18日放送分・前半）

最高得点優勝
- 『宮迫チーム』宮迫博之・蛍原徹他 5,066,950,000点（12月5日放送分）[8]

最低得点優勝
- 『芸人チーム』千原ジュニア・藤崎マーケット 100点（10月17日放送分）[9]

解答者以外で旅行獲得
- 島田紳助（8月1日放送分）
- 観客4名（11月28日放送分）
- 中野美奈子・松尾翠（1月30日放送分）
- 観客8名（2月6日（3時間スペシャル）放送分）

## スタッフ

### レギュラー版
- 構成：張眞英、水野宗徳、松田敬三、龍田力、藤田俊哉
- リサーチ：永野たかひろ、Bリサーチ
- 広報：加藤麻衣子（フジテレビ）
- AD：長久保彰宏、上原伸、秋本茂信、雨宮衣津好
- 制作進行：渡辺舞
- 音響効果：沼波良子
- TK：荒井順子
- ディレクター：小田切大輔、村上俊教、後藤美和、木村大介、武田晋助、立浪貴司、内田雅行、西方健保
- プロデューサー：岡庭幸代
- プロデューサー・演出：立浪仁志
- 企画：渋谷謙太郎（フジテレビ）
- 技術協力：八峯テレビ、FLT、ビジュアルコミュニケーションズ、STUDIO38、プロジェクト80、デジデリック、インターナショナルクリエイティブ
- 美術協力：フジアール
- 制作協力：Hi-STANDARD、NEXTEP
- 制作著作：フジテレビ

### パイロット版
- 構成：張眞英、水野宗徳、松田敬三、龍田力、藤田俊哉、小笹美恵
- リサーチ：Bリサーチ、永野たかひろ
- 広報：北野あすか（フジテレビ）
- 編成：渋谷謙太郎（フジテレビ）
- AD：長久保彰宏
- AP：武田晋助
- ディレクター：小田切大輔、村上俊教、後藤美和、松井香与子、内田雅行
- プロデューサー：岡庭幸代
- プロデューサー・演出：立浪仁志
- 技術協力：八峯テレビ、FLT、ビジュアルコミュニケーションズ、STUDIO38、プロジェクト80、デジデリック、インターナショナルクリエイティブ
- 制作協力：Hi-STANDARD、NEXTEP
- 制作著作：フジテレビ